# Wysokij (obwód czelabiński)
Wysokij (ros. Высокий) – osiedle w Rosji, w obwodzie czelabińskim, w rejonie sosnowskim. W 2010 liczyło 207 mieszkańców. Miejscowość o mieszanym charakterze etnicznym, zamieszkana przez Baszkirów i Rosjan.